# Yakko's World
"Yakko's World" eller "Nations of the World" er titlen på en sang med tekst af Randy Rogel til melodien af "The Mexican Hat Dance". Sangen er fra den amerikanske tegnefilm, Animaniacs, og den handler om verdens lande. Yakko Warner, en af tegnefilmes tre hovedpersoner træder frem og synger alle nationerne i verden. Der er en del fejl, f.eks. er Grønland medtaget som et land og så er det en gammel sang, og der er derfor lande med, som i dag ikke eksisterer, f.eks. Tjekkoslovakiet.
I Norge har Ylvisbrødrende Bård og Ylvis fremført sangen i programmet Kamp i klaveret, der er en norsk udgave af Hit med Sangen. Sangen har desuden opnået status som et internetfænomen, blandt andet på grund af fejlene.
Sangen blev desuden sunget af Henrik Koefoed i den danske dub af tegnefilmen.

## Tekst
De første linjer i sangen lyder:

United States, Canada, Mexico, Panama, Haiti, Jamaica, Peru.

Republic Dominican, Cuba, Caribbean, Greenland, El Salvador too.

Puerto Rico, Colombia, Venezuela, Honduras, Guyana and still

Guatemala, Bolivia then Argentina and Ecuador, Chile, Brazil.

Costa Rica, Belize, Nicaragua, Bermuda, Bahamas, Tobago, San Juan, Paraguay, Uruguay, Suriname, and French Guiana, Barbados, and Guam.